# برانيسلاف يوفانوفيتش
برانيسلاف يوفانوفيتش (بالصربية: Бранислав Јовановић)‏ هو لاعب كرة قدم صربي في مركز الدفاع، ولد في 21 سبتمبر 1985 في بلغراد في صربيا. شارك مع منتخب صربيا لكرة القدم. أما مع النوادي، فقد لعب مع راد بيوغراد ونابريداك كروشيفاتس ونادي بارتيزان.

## وصلات خارجية
- برانيسلاف يوفانوفيتش على موقع قاعدة بيانات كرة القدم.إي يو (الإنجليزية)
- برانيسلاف يوفانوفيتش على موقع ناشيونال فوتبول تيمز (الإنجليزية)
- برانيسلاف يوفانوفيتش على موقع Soccerway.com (الإنجليزية)